# Nasi bakar
Le nasi bakar (mot indonésien pour « riz brulé » ou « grillé ») est un plat de riz cuit, assaisonné d'épices et d'ingrédients enroulés dans une feuille de bananier, le tout cuit sur un gril ou un barbecue. La feuille de bananier brulée donne un goût unique au riz.
Il existe plusieurs recettes de nasi bakar, qui peut contenir du poulet frit, des empal gepuk (bœuf frit), des anchois, du poisson-lait, du poisson saumuré, des crevettes, des champignons, du tempeh, du tofu, des œufs de cane, etc..

## Galerie

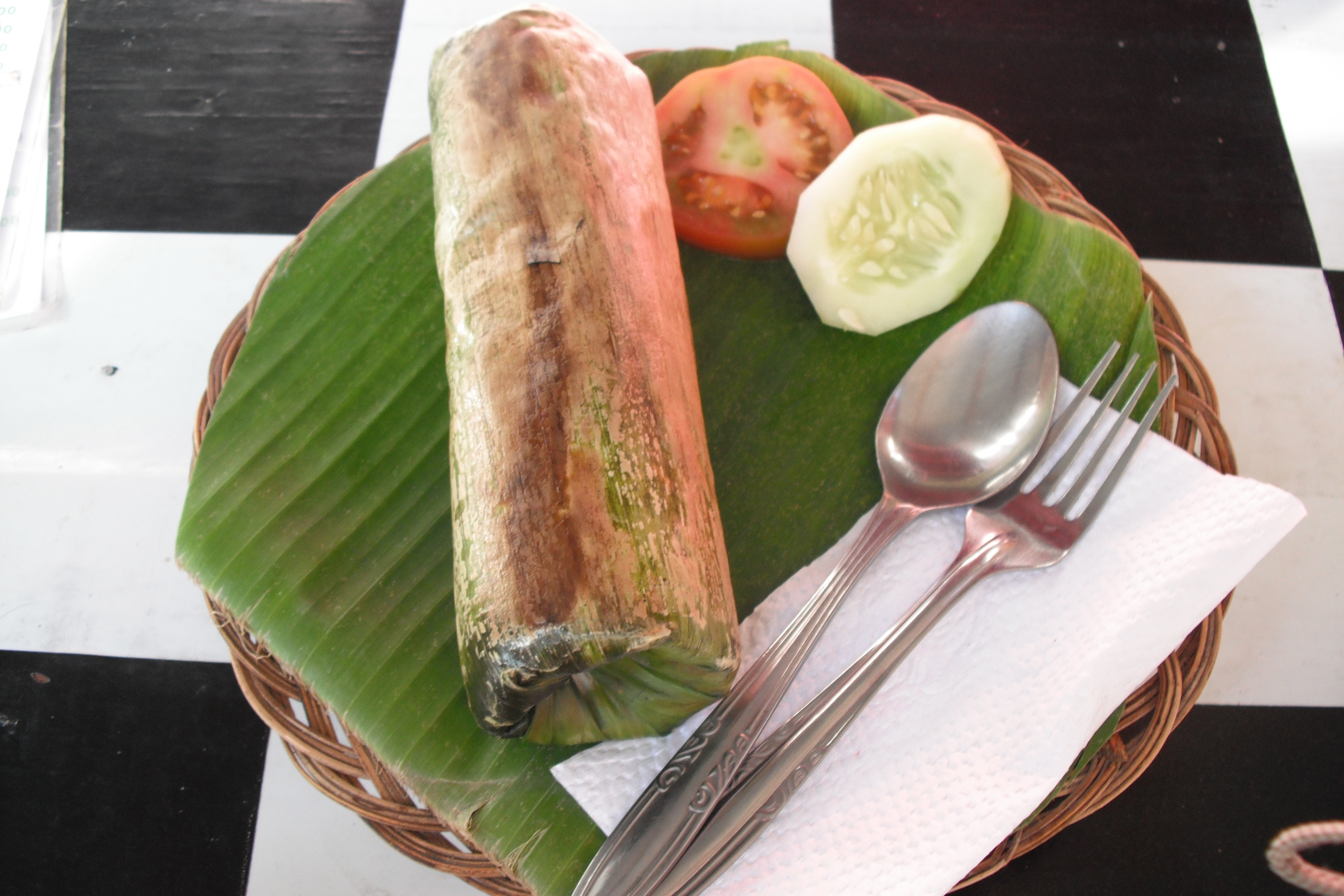
Nasi bakar ayam (riz et poulet grillé) déroulé.
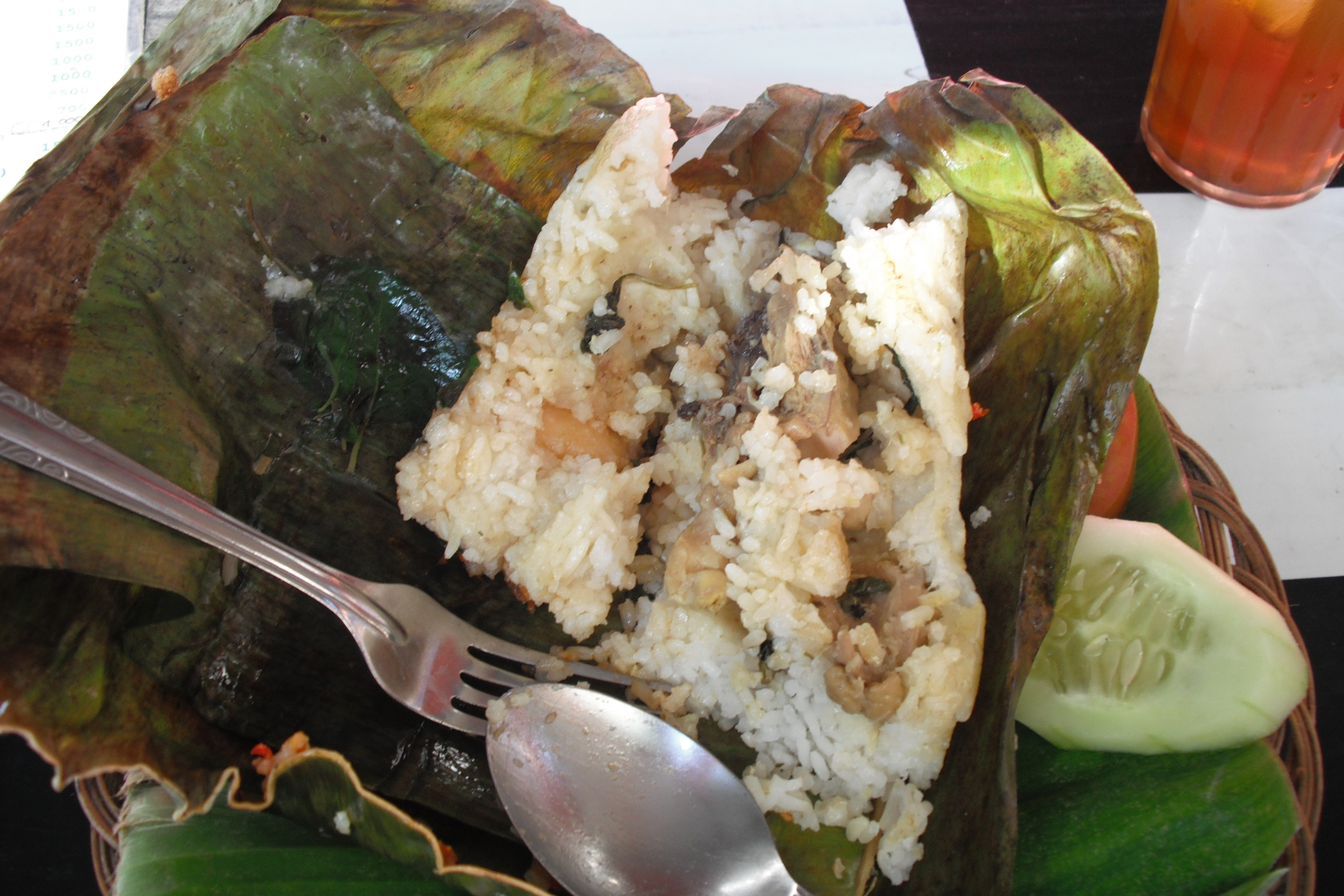
Nasi bakar ayam.
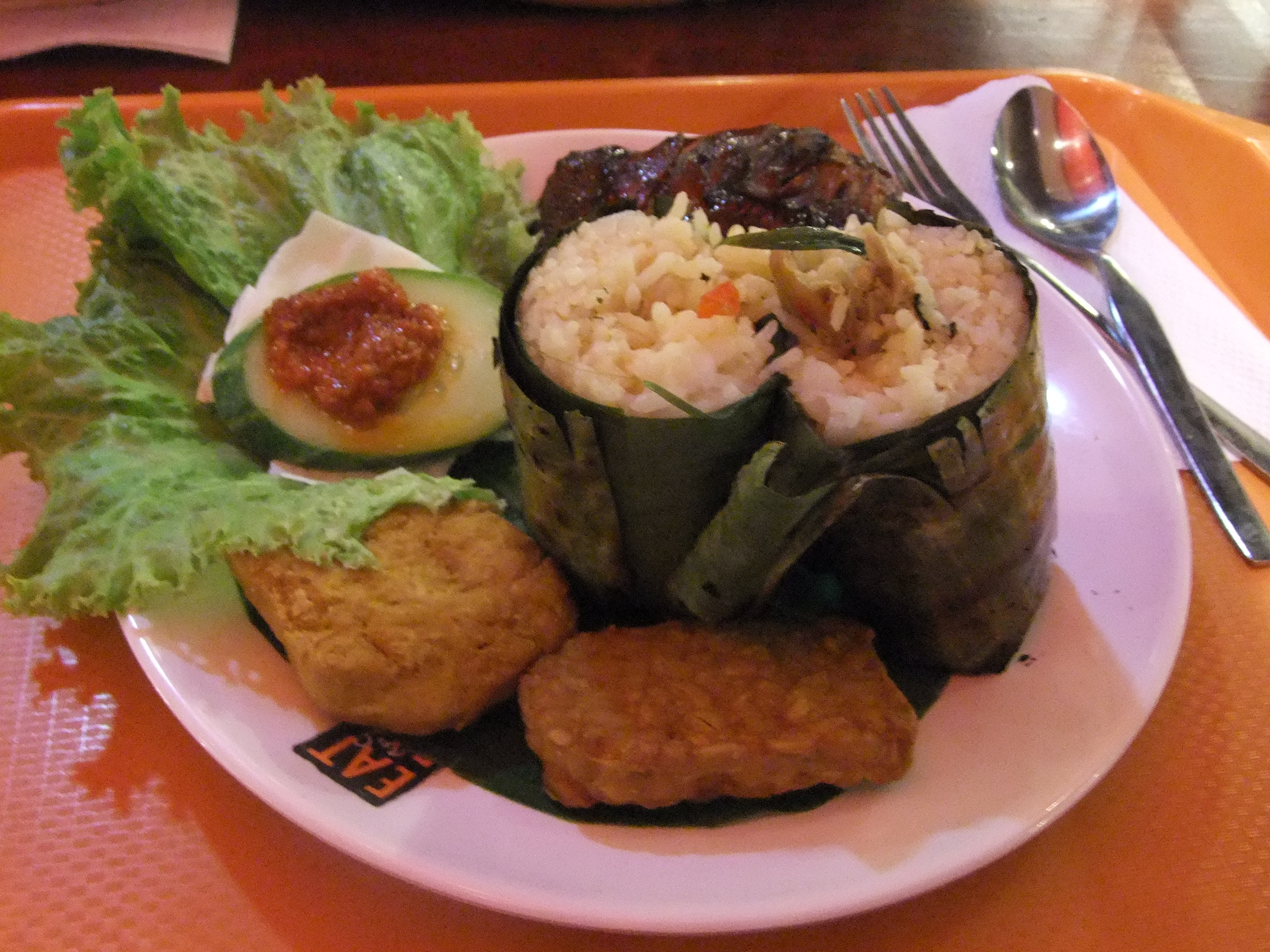
Nasi bakar ayam avec du tempeh et du tofu.
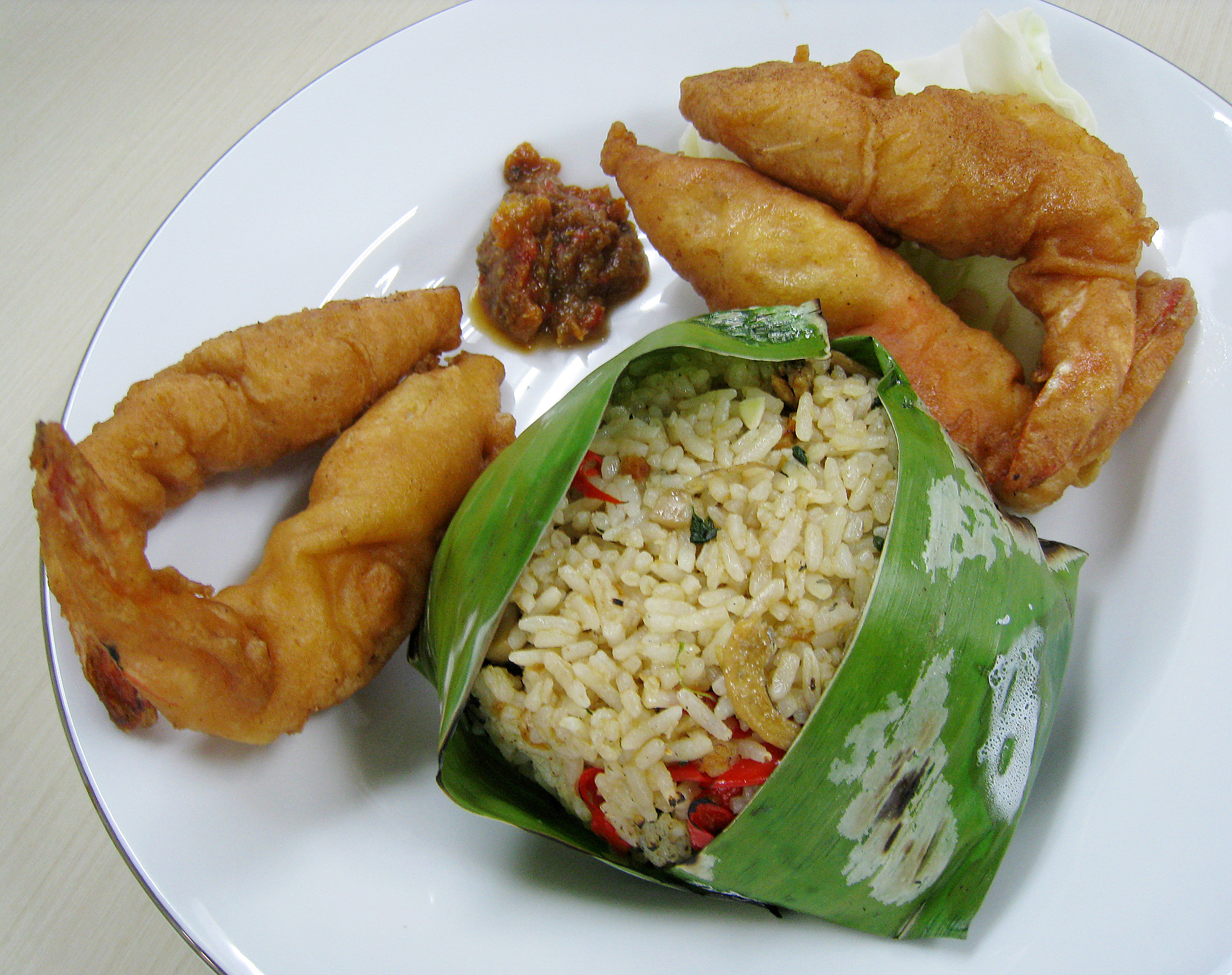
Nasi bakar teri (anchois) avec des crevettes frites et du sambal en accompagnement.